# إرنست تشايلدرز
إرنست تشايلدرز (بالإنجليزية: Ernest Childers)‏ هو عسكري أمريكي، ولد في 1 فبراير 1918 في بروكن أرو في الولايات المتحدة، وتوفي في 17 مارس 2005.